# Scala dei Turchi
Scala dei Turchi este o arie protejată (sit de importanță comunitară — SCI) din Italia întinsă pe o suprafață de 30 ha, integral pe uscat.

## Localizare
Centrul sitului Scala dei Turchi este situat la coordonatele 37°17′38″N 13°28′07″E / 37.2938°N 13.4685°E.

## Înființare
Situl Scala dei Turchi a fost declarat sit de importanță comunitară în octombrie 2012 pentru a proteja .

## Biodiversitate
Situată în ecoregiunea mediteraneană, aria protejată conține 9 habitate naturale: Dune mobile cu vegetație embrionară, Dune cu vegetație ierboasă Malcolmietalia, Dune mobile de-a lungul țărmului cu Ammophila arenaria („dune albe”), Recifuri, Tufărișuri halo-nitrofile (Pegano-Salsoletea), Pseudostepă cu ierburi și specii anuale de Thero-Brachypodietea, Matorral arborescenți cu Juniperus spp., Tufărișuri termo-mediteraneene și de pre-deșert, Vegetație anuală la limita mareei.
La baza desemnării sitului se află un număr nedeclarat de specii protejate:
Pe lângă speciile protejate, pe teritoriul sitului au mai fost identificate 6 specii de plante, 1 specie de nevertebrate, 2 specii de reptile.